# Coupépolder

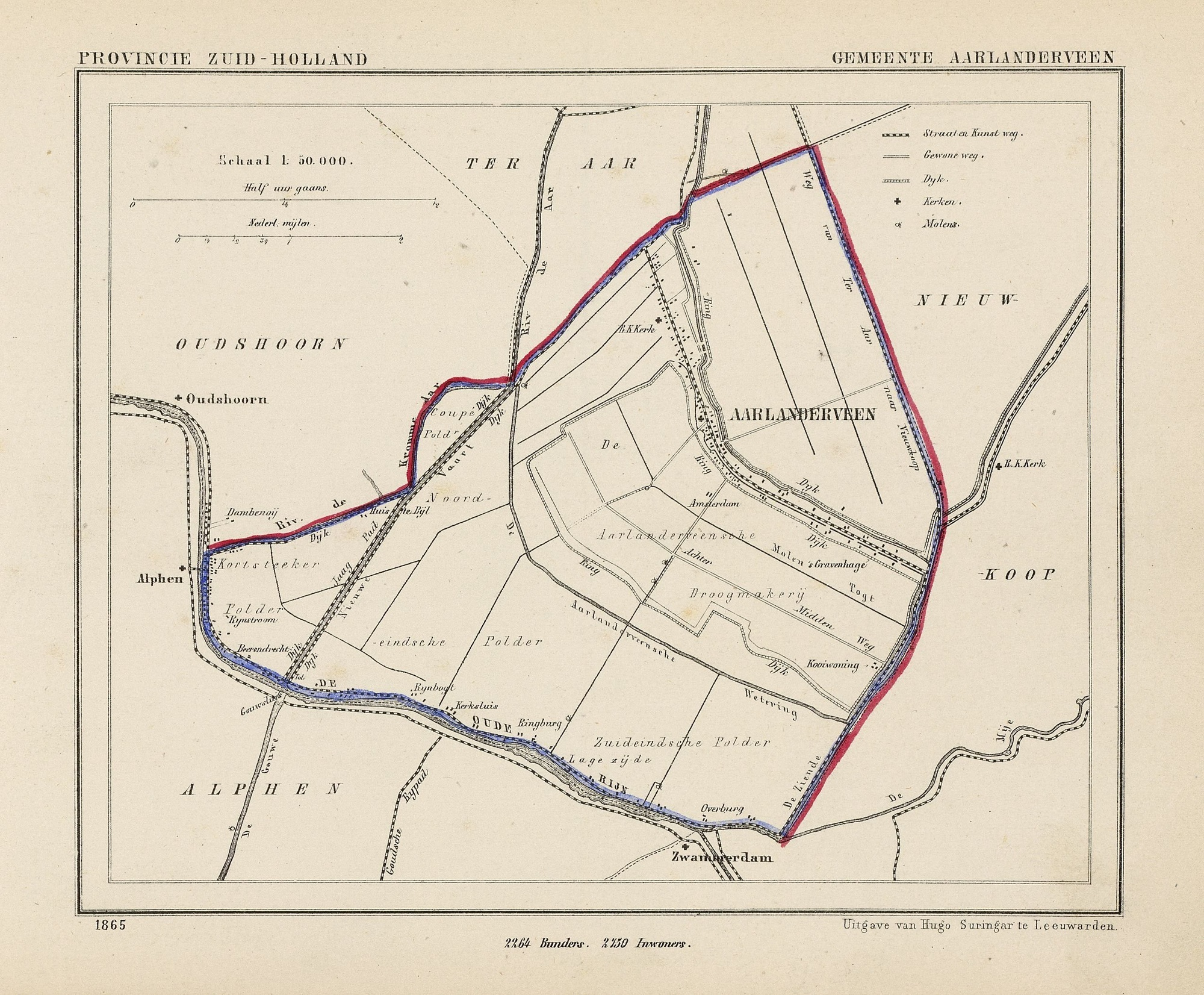
De Coupépolder is het halfcirkelvormige poldertje, ingesloten tussen de Kromme Aar en de Nieuwe Vaart (nu Aarkanaal genoemd), in het westen van de voormalige gemeente Aarlanderveen. Kaart uit 1865.

De Coupépolder is een polder bij Alphen aan den Rijn die bekend is geworden door bodemvervuiling onder de plaatselijke vuilnisbelt als gevolg van illegale stortpraktijken. De polder wordt begrensd door de Kromme Aar en het Aarkanaal.

## Geschiedenis
De polder was aanvankelijk onderdeel van de Zuid- en Noordeinderpolder. Toen een in 1658 gegraven kanaal van de Gouwe naar de Kromme Aar in 1825 werd doorgetrokken om een bocht in de Kromme Aar af te snijden, raakte het gebied afgesneden van de Noord- en Zuideinder Polder. Het werd nu Coupépolder genoemd, naar het werkwoord couperen dat "afsnijden" betekent.
In een van de twee meertjes in de polder werd vanaf 1934 huisvuil gestort. Op 25 mei 1972 werd de gehele polder aangewezen als stortplaats. De klei werd uitgegraven, zodat er meer ruimte voor afval kwam. Hierbij raakte de afsluitende kleilaag waarschijnlijk lek, waardoor gif uit de belt in het grondwater kon sijpelen. Naast huisvuil uit Alphen aan den Rijn werd er bedrijfsafval uit Zuid-Holland gestort. Op 1 januari 1985 was de stortplaats vol. Op de stort werd een golfbaan aangelegd.
Vervolgens bleek dat er jarenlang illegaal bedrijfsafval was gestort, waardoor de bodem onder deze vuilnisbelt ernstig is vervuild en uit de belt giftige gassen vrijkomen. Alphen aan den Rijn kreeg hierdoor landelijke bekendheid, omdat de gemeente nalatig was geweest bij de controle op hetgeen er gestort werd.
Op de grens tussen de Coupépolder en de KrommeAar is in de jaren 90 van de twintigste eeuw over 470 meter een damwand aangelegd, dat dient om de instroom van water uit de KrommeAar naar de ringdrainage te voorkomen.

## Maatregelen tegen vervuiling
Voor de aanleg van een gasdichte afdeklaag was medewerking van de golfclub noodzakelijk. De Raad van State bepaalde op 24 december 2002 dat voor de sanering van het gebied de "best bestaande techniek" moet worden gebruikt. Omdat de sanering daardoor erg kostbaar dreigt te worden liggen de provinciale en gemeentelijke overheid dwars. Men is nog niet gekomen tot een keuze, een definitieve oplossing met andere woorden het geheel uitgraven en saneren van de polder, of een goedkopere methode, namelijk het afdekken van de toplaag. In de huidige situatie hebben opborrelende gassen vrij spel, en ook het grond- en regenwater (dat weliswaar gedraineerd wordt) wordt geloosd op de vuilwaterriolering. Voorlopig liggen er door alle strubbelingen tienduizenden vaten zwaar chemisch afval weg te roesten onder een golfbaan.

## Vervuilende stoffen
Een kleine opsomming van de vele zwaar giftige en chemische stoffen die zich in grote hoeveelheden in de Coupépolder bevinden, en welke vastgesteld zijn in rapporten van onder andere grondonderzoeksbureau DHV en Fugro ; Benzeen, Tolueen, Vaseline en olieachtige substanties, Benzine, Weekmakers, Waterstoffluoride, Fosforpentoxide, Perchloorzuur, Salpeterzuur, Zoutzuur, Pcb's, Gechloreerde koolwaterstoffen, Pak's ofwel polycyclische aromatische koolwaterstoffen, Dioxine, Zware metalen, Lood, Cadmium, Kwikverbindingen, Polonium, Chroom, Nikkel, Blauwzuur, Bromiden, Asbest, (mogelijk) radioactief afval, afkomstig vanuit ziekenhuizen in de regio.